# Robert Lustig

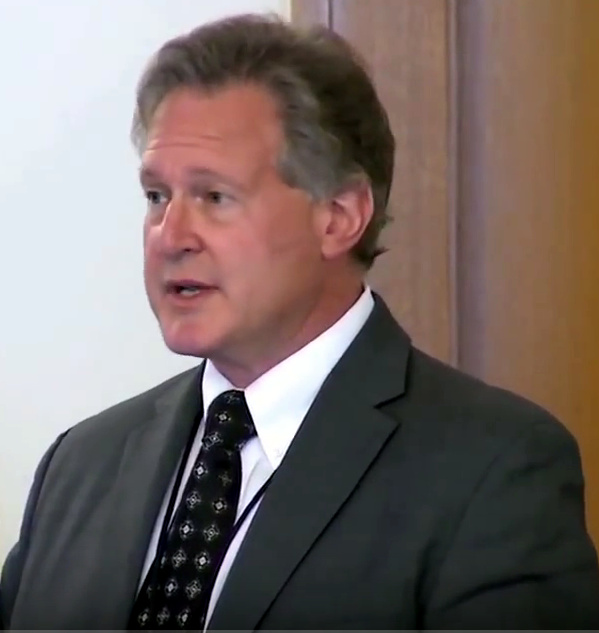
Robert Lustig

Robert H. Lustig (* 1957 in Brooklyn, New York) ist ein US-amerikanischer Kinderarzt und Professor für Neuroendokrinologie. 

## Leben
Robert Lustig wuchs in Brooklyn (New York) auf und besuchte die Stuyvesant High School in Manhattan.
Er ist Professor für Neuroendokrinologie an der Universität von Kalifornien in San Francisco. Er wurde weiten Kreisen durch seine Forschungen zum Zusammenhang von Übergewicht und Zucker, insbesondere Fruktose (Fruchtzucker), der in der industriell erzeugten Form als high fructose corn syrup seit ca. 1980 massenhaft verwendet wird, bekannt.
Robert Lustig wohnt in San Francisco, ist verheiratet und hat zwei Töchter.

## Ausbildung und berufliche Tätigkeit
Im Jahr 1976 absolvierte er das MIT mit dem Bachelor und erwarb den Doktorgrad in Medizin an der Cornell University im Jahr 1980. Danach forschte er sechs Jahre an der Rockefeller University in New York auf dem Gebiet der Neuroendokrinologie. Seit 2001 ist er an der University of California in San Francisco tätig. Lustig verfasste über 85 wissenschaftliche Artikel und Kapitel zu 45 Büchern. Daneben erwarb er 2013 einen Master auf dem Gebiet der Rechtswissenschaften am Hastings College of the Law (University of California, San Francisco).
Im Jahr 2013 gründete er das „Institute for Responsible Nutrition“, eine gemeinnützige Organisation zur weltweiten Aufklärung über das Metabolische Syndrom und für den Kampf gegen seine Folgen.

## Wirken
Einer breiten Öffentlichkeit wurde Robert Lustig durch einen Vortrag aus dem Jahr 2009 mit dem Titel Sugar: The Bitter Truth, der von 25 Millionen Menschen bei YouTube (Stand September 2024) angesehen wurde, bekannt. Eine Vertiefung bot sein Vortrag vom Juli 2013 zum Thema Fructose 2.0. Seine Mitarbeiter und er wiesen nach, dass die Steigerung des Zuckerverbrauchs und die Zunahme von Diabetes Typ 2 weltweit in einem klaren Zusammenhang stehen.
Er gab das Buch Pure, White and Deadly von John Yudkin mit einem eigenen Vorwort 2012 neu heraus.
Bei seinen Aussagen beruft er sich auf die Nachweise von Biochemikern, dass beim Stoffwechsel von Fruchtzucker, einem Bestandteil des Haushaltszuckers, in der Leber eine andere Verarbeitung als bei Glucose stattfindet. Wie Galactose kann Fruchtzucker nur in den Leberzellen verstoffwechselt werden. Erhöhter Fruchtzuckerkonsum führt demnach zur Leberverfettung – vergleichbar mit dem Effekt erhöhten Alkoholkonsums. Dies führt bei einem großen Teil der Bevölkerung zu Übergewicht.
In den USA wird bereits jetzt die Hälfte aller Gesundheitsausgaben für die Behandlung von Patienten mit Diabetes verbraucht, und bei den derzeitigen Steigerungsraten wird es um 2025 das gesamte Budget sein. Allein schon daraus ergibt sich nach Ansicht Lustigs ein politischer Auftrag zur Regulierung von Zucker. Bereits im Jahr 2009 gab deshalb die American Heart Association die Empfehlung heraus, dass die tägliche Aufnahme von Zucker auf 9 Teelöffel bzw. 150 kcal pro Tag (Männer) und 6 Teelöffel bzw. 100 kcal pro Tag (Frauen) reduziert werden sollte (statt der üblichen 22 Teelöffel in den USA).
Er nimmt vor allem die Gesundheit von Leber und Darm in den Blick („protect the liver, feed the gut“, deutsch: schütze die Leber, ernähre den Darm) und spricht sich in diesem Zusammenhang gegen den Verzehr von zugesetztem Zucker und hochverarbeiteten Lebensmitteln aus.

## Rezeption
Lustigs Aussagen bezüglich Fruktose als "Gift" und Hauptursache für Gewichtszunahme sind umstritten, da Behauptungen über die Toxizität von Fruktose nicht nachgewiesen sind. Übermäßiger Konsum von fruktosehaltigen Getränken ist bei vielen Menschen wahrscheinlich eine Ursache für Gewichtszunahme und Fettleibigkeit aufgrund der zusätzlichen Kalorienaufnahme und nicht aufgrund einer spezifischen toxischen Wirkung von Fruktose. Fruktose – wenn sie im Übermaß als Süßungsmittel in Lebensmitteln und Getränken konsumiert wird – wird mit überschüssigen Kalorien und einem höheren Risiko für Fettleibigkeit, Diabetes und Herz-Kreislauf-Erkrankungen als Bestandteile des metabolischen Syndroms in Verbindung gebracht. Andere Übersichtsartikel weisen darauf hin, dass Fruktose im Vergleich zu anderen Kohlenhydraten keine spezifischen nachteiligen Auswirkungen hat.

## Veröffentlichungen (Auswahl)
- Metabolical: The Lure and the Lies of Processed Food, Nutrition, and Modern Medicine. Harper, 2021. ISBN 978-0063027718
- Obesity Before Birth: Maternal and Prenatal Influences on the Offspring. Boston: Springer Science, 2010. ISBN 978-1441970336
- Fat Chance: Beating the Odds against Sugar, Processed Food, Obesity, and Disease. New York: Hudson Street Press, 2013. ISBN 978-1594631009
- Kapitel 2 "The Neuroendocrine Control of Energy Balance" in Contemporary Endocrinology ISBN 978-1-60327-873-7
- mit R. Weiss, A. A. Bremer: What is metabolic syndrome, and why are children getting it? In: Annals of the New York Academy of Sciences, 1281, April 2013, 123–140. doi:10.1111/nyas.12030. PMC 3715098 (freier Volltext)
- Robert H. Lustig, Laura A. Schmidt & Claire D. Brindis: The toxic truth about sugar, in: Nature volume 482, pages 27–29 2. Februar 2012. (Comment in Nature)